# Over The Under Records
Over the Under Records (OTU) er et uafhængigt dansk pladeselskab, der har fokus på at udgive musik på vinyl og kasettebånd, særligt inden for undergrundsmiljøet.
Selskabet fokuserer primært på udgivelse af metal, hardcore, punk, black metal, death metal, sludge og post-metal

## Historie
Over the Under Records blev grundlagt i 2020 af Torben Portland med det formål at give en platform til kunstnere inden for tungere musikgenrer. Selskabet har opbygget en profil i det danske og internationale musikmiljø ved at arbejde med bands, der har en eksperimenterende og nyskabende tilgang til deres musik. Pladeselskabet har også været involveret i at udgive limiterede fysiske formater såsom vinyl og kassettebånd.

## Kunstnere og udgivelser
| Artist                | Album Title                   | Year |
| --------------------- | ----------------------------- | ---- |
| Terrorpy              | The Bisection Collection      | 2024 |
| Terrorpy              | Stuffing Puke Into Sockets    | 2022 |
| Pains                 | Gnashing Among the Carnage    | 2022 |
| Lamentari             | Clavis Aurea                  | 2022 |
| Katla / CZAR          | Overdoser (Split)             | 2022 |
| CZAR                  | Antistemning                  | 2021 |
| We Are Among Storms   | The I in We                   | 2021 |
| Disillusionist        | Love & Anxiety                | 2021 |
| KVAEN / Mother Of All | KVAEN / Mother Of All (Split) | 2021 |
| Demersal              | Death Routines                | 2021 |
| Lamentari             | Nihilitatis                   | 2021 |
| Corps Fleur           | Corps Fleur                   | 2020 |
| Katla                 | Warmongering Luciferians      | 2020 |
| Lamentari             | Missa Pro Defunctis           | 2020 |